# Bjergværksdirektoriet
Bjergværksdirektoriet var en dansk myndighed under enevælden, som administrerede sølvminerne og den øvrige udvinding af mineraler i Norge.
Direktoriet blev oprettet i januar 1773 og fik til huse i 2 værelser i den nederste mezzaninetage på Christiansborg Slot. Bjergværksdirektoriet blev nedlagt ved kongelig resolution af 28. januar 1791.
Blandt de væsentligste embedsmænd i organisationens historie var Carsten Anker, Andreas Holt, Gregers Christian Juel, Lorenz Prætorius og Christian Ditlev Frederik Reventlow.